# Terra Mariana
Thánh Mẫu địa khu (tiếng Latinh: Terra Mariana) hoặc Bảo kiếm Kị sĩ Đoàn quốc (tiếng Đức: Schwertbrüderordenland) được hình thành năm 1207 sau cuộc Thập tự chinh Livonia như lĩnh thổ cực Đông của Thánh chế La Mã, nhưng chỉ đến năm 1215 được chuyển sang quy chế ủy trị dưới sự chứng kiến của đức giáo phụ Innocens III. Sau đó, Thánh Mẫu địa khu được san thành nhiều mảnh bán cho các vương công Âu châu nhằm bảo trì Bảo kiếm Kị sĩ Đoàn và Kị sĩ đoàn Teuton. Ngày nay, Terra Mariana được coi là hình thái khởi thủy của hai quốc gia Estonia và Latvia.